# ليليانا كافاني
ليليانا كافاني (من مواليد 12 يناير 1933) مخرجة سينمائية وكاتبة سيناريو إيطالية. أصبحت كافاني معروفة عالميًا بعد نجاح فيلمها الطويل البواب الليلي عام 1974. أفلامها لها اهتمامات تاريخية.بالإضافة إلى الأفلام الروائية والوثائقية، قامت أيضًا بإخراج الأوبرا.

## روابط خارجية
- ليليانا كافاني في قاعدة بيانات الأفلام على الإنترنت